# Dario il Medo
Dario il Medo è menzionato nel libro di Daniele (Daniele 5, Daniele 6 e Daniele 9) come re di Babilonia tra Baldassar e Ciro il Grande, ma non esistono ulteriori fonti storiche.
La maggior parte degli studiosi lo considera una finzione letteraria, ma i critici un tempo definivano una finzione letteraria anche Baldassar, il governatore di Babilonia reggente al posto di Nabonedo, la cui esistenza è stata poi confermata dall'archeologia.
Iscrizioni cuneiformi parlano di come Ciro il Grande non sia diventato re di Babilonia dopo la conquista, pertanto alcuni ricercatori hanno avanzato l'ipotesi che il re di Babilonia successore di Baldassar fosse un re vassallo subordinato a Ciro. Dario potrebbe essere il nome o titolo assunto da un potente funzionario medo lasciato a governare.
Alcuni avanzano l’ipotesi che Dario fosse un uomo di nome Gubaru. Ciro nominò Gubaru governatore di Babilonia, e documenti secolari confermano che questi deteneva un notevole potere. Un’iscrizione cuneiforme dice che nominò vicegovernatori di Babilonia. Fatto interessante, Daniele annota che Dario nominò 120 satrapi responsabili del regno di Babilonia (Daniele 6:1).